# Gran Premio ICODER
El Gran Premio ICODER es una carrera profesional femenina de ciclismo en ruta como clásica ciclista que se realiza en Costa Rica, fue creada en el 2018 y recibió la categoría 1.2 dentro del Calendario UCI Femenino de la Unión Ciclista Internacional. La carrera es organizada por la Federación Costarricense de Ciclismo.

## Palmarés
| Año  | Ganador           | Segundo        | Tercero        |
| ---- | ----------------- | -------------- | -------------- |
| 2018 | Maria Jose Vargas | Jennifer Cesar | Marcela Prieto |

## Palmarés por países
| País       | Victorias |
| ---------- | --------- |
| Costa Rica | 1         |